# Schistophleps bipuncta
Schistophleps bipuncta är en fjärilsart som beskrevs av George Francis Hampson 1891. Schistophleps bipuncta ingår i släktet Schistophleps och familjen björnspinnare. Inga underarter finns listade.